# Prologue du Tour de France 2007
Pour un article plus général, voir Tour de France 2007.
Le Prologue du Tour de France 2007 a eu lieu le 7 juillet à Londres sur une distance de 7,9 km en contre-la-montre individuel.
Pour son premier départ à Londres de l'histoire du Tour de France, cette incursion britannique fut un succès. Près de 300 000 personnes se sont rassemblées sur les abords des routes du contre-la-montre.

## Profil du prologue
Il s'agit d'un parcours contre-la-montre de 8 kilomètres dans les rues de Londres. Le parcours qui consistait en un circuit en boucle démarrait à Trafalgar Square non loin de Big Ben pour passer par Whitehall vers l'abbaye de Westminster puis le palais de Buckingham pour entrer dans Hyde Park et finir dans St James' Park. Ce profil à plat au travers des lieux prestigieux de la capitale britannique, est une course courte qui se joue dans les 10 minutes.

## Déroulement

### Récit
Les coureurs sont partis un à un avec un intervalle d'une minute entre deux coureurs. Le premier coureur est parti à 15 h, le dernier des 189 coureurs représentant les 21 équipes à 18 h 08.
C'est le champion du monde contre-la-montre, le Suisse Fabian Cancellara, qui l'emporte en moins de 9 minutes devançant de 13 secondes l'Allemand Andreas Klöden, coéquipier d'Alexandre Vinokourov chez Astana.

### Points distribués
| Classement par points \| Arrivée d'étape Londres \| Arrivée d'étape Londres \| Arrivée d'étape Londres \| Arrivée d'étape Londres \| Arrivée d'étape Londres \| \| ----------------------- \| ----------------------- \| ----------------------- \| ------------------------------- \| ----------------------- \| \| \| Coureur \| Pays \| Équipe \| Point(s) \| \| 1er \| Fabian Cancellara \| Suisse \| CSC \| 15 \| \| 2e \| Andreas Klöden \| Allemagne \| Astana Pro Team \| 12 \| \| 3e \| George Hincapie \| États-Unis \| Discovery Channel \| 10 \| \| 4e \| Bradley Wiggins \| Royaume-Uni \| Cofidis-Le Crédit par Téléphone \| 8 \| \| 5e \| Vladimir Gusev \| Russie \| Discovery Channel \| 6 \| \| 6e \| Vladimir Karpets \| Russie \| Caisse d'Épargne \| 5 \| \| 7e \| Alexandre Vinokourov \| Kazakhstan \| Astana Pro Team \| 4 \| \| 8e \| Thomas Dekker \| Pays-Bas \| Équipe cycliste Rabobank \| 3 \| \| 9e \| Manuel Quinziato \| Italie \| Liquigas \| 2 \| \| 10e \| Benoît Vaugrenard \| France \| La Française des jeux \| 1 \| \| modifier \| \| \| \| \| | Cols et côtes Sans objet pour cette étape. |             |                                 |          |
| Arrivée d'étape Londres |                                            |             |                                 |          |
| | Coureur                                    | Pays        | Équipe                          | Point(s) |
| 1er | Fabian Cancellara                          | Suisse      | CSC                             | 15       |
| 2e | Andreas Klöden                             | Allemagne   | Astana Pro Team                 | 12       |
| 3e | George Hincapie                            | États-Unis  | Discovery Channel               | 10       |
| 4e | Bradley Wiggins                            | Royaume-Uni | Cofidis-Le Crédit par Téléphone | 8        |
| 5e | Vladimir Gusev                             | Russie      | Discovery Channel               | 6        |
| 6e | Vladimir Karpets                           | Russie      | Caisse d'Épargne                | 5        |
| 7e | Alexandre Vinokourov                       | Kazakhstan  | Astana Pro Team                 | 4        |
| 8e | Thomas Dekker                              | Pays-Bas    | Équipe cycliste Rabobank        | 3        |
| 9e | Manuel Quinziato                           | Italie      | Liquigas                        | 2        |
| 10e | Benoît Vaugrenard                          | France      | La Française des jeux           | 1        |
| modifier |                                            |             |                                 |          |

## Classement de l'étape
| \| Classement de l'étape \| Classement de l'étape \| Classement de l'étape \| Classement de l'étape \| Classement de l'étape \| \| Coureur \| Coureur \| Pays \| Équipe \| Temps \| \| --------------------- \| --------------------- \| --------------------- \| ------------------------------- \| --------------------- \| \| 1er \| Fabian Cancellara \| Suisse \| CSC \| 8 min 50 s \| \| 2e \| Andreas Klöden \| Allemagne \| Astana \| + 13 s \| \| 3e \| George Hincapie \| États-Unis \| Discovery Channel \| + 23 s \| \| 4e \| Bradley Wiggins \| Royaume-Uni \| Cofidis-Le Crédit par Téléphone \| + 23 s \| \| 5e \| Vladimir Gusev \| Russie \| Discovery Channel \| + 25 s \| \| 6e \| Vladimir Karpets \| Russie \| Caisse d'Épargne \| + 26 s \| \| 7e \| Alexandre Vinokourov \| Kazakhstan \| Astana \| + 30 s \| \| 8e \| Thomas Dekker \| Pays-Bas \| Rabobank \| + 31 s \| \| 9e \| Manuel Quinziato \| Italie \| Liquigas \| + 32 s \| \| 10e \| Benoît Vaugrenard \| France \| La Française des jeux \| + 32 s \| |                      |             |                                 |            |
| |                      |             |                                 |            |
| |                      |             |                                 |            |
| Classement de l'étape |                      |             |                                 |            |
| Coureur | Coureur              | Pays        | Équipe                          | Temps      |
| 1er | Fabian Cancellara    | Suisse      | CSC                             | 8 min 50 s |
| 2e | Andreas Klöden       | Allemagne   | Astana                          | + 13 s     |
| 3e | George Hincapie      | États-Unis  | Discovery Channel               | + 23 s     |
| 4e | Bradley Wiggins      | Royaume-Uni | Cofidis-Le Crédit par Téléphone | + 23 s     |
| 5e | Vladimir Gusev       | Russie      | Discovery Channel               | + 25 s     |
| 6e | Vladimir Karpets     | Russie      | Caisse d'Épargne                | + 26 s     |
| 7e | Alexandre Vinokourov | Kazakhstan  | Astana                          | + 30 s     |
| 8e | Thomas Dekker        | Pays-Bas    | Rabobank                        | + 31 s     |
| 9e | Manuel Quinziato     | Italie      | Liquigas                        | + 32 s     |
| 10e | Benoît Vaugrenard    | France      | La Française des jeux           | + 32 s     |

## Classement général
Le classement général de l'épreuve reprend donc le classement de l'étape du jour, Fabian Cancellara (CSC) devançant Andreas Klöden (Astana) et George Hincapie (Discovery Channel).
| \| Classement général \| Classement général \| Classement général \| Classement général \| Classement général \| \| Coureur \| Coureur \| Pays \| Équipe \| Temps \| \| ------------------ \| -------------------- \| ------------------ \| ------------------------------- \| ------------------ \| \| 1er \| Fabian Cancellara \| Suisse \| CSC \| 8 min 50 s \| \| 2e \| Andreas Klöden \| Allemagne \| Astana \| + 13 s \| \| 3e \| George Hincapie \| États-Unis \| Discovery Channel \| + 23 s \| \| 4e \| Bradley Wiggins \| Royaume-Uni \| Cofidis-Le Crédit par Téléphone \| + 23 s \| \| 5e \| Vladimir Gusev \| Russie \| Discovery Channel \| + 25 s \| \| 6e \| Vladimir Karpets \| Russie \| Caisse d'Épargne \| + 26 s \| \| 7e \| Alexandre Vinokourov \| Kazakhstan \| Astana \| + 30 s \| \| 8e \| Thomas Dekker \| Pays-Bas \| Rabobank \| + 31 s \| \| 9e \| Manuel Quinziato \| Italie \| Liquigas \| + 32 s \| \| 10e \| Benoît Vaugrenard \| France \| La Française des jeux \| + 32 s \| |                      |             |                                 |            |
| |                      |             |                                 |            |
| |                      |             |                                 |            |
| Classement général |                      |             |                                 |            |
| Coureur | Coureur              | Pays        | Équipe                          | Temps      |
| 1er | Fabian Cancellara    | Suisse      | CSC                             | 8 min 50 s |
| 2e | Andreas Klöden       | Allemagne   | Astana                          | + 13 s     |
| 3e | George Hincapie      | États-Unis  | Discovery Channel               | + 23 s     |
| 4e | Bradley Wiggins      | Royaume-Uni | Cofidis-Le Crédit par Téléphone | + 23 s     |
| 5e | Vladimir Gusev       | Russie      | Discovery Channel               | + 25 s     |
| 6e | Vladimir Karpets     | Russie      | Caisse d'Épargne                | + 26 s     |
| 7e | Alexandre Vinokourov | Kazakhstan  | Astana                          | + 30 s     |
| 8e | Thomas Dekker        | Pays-Bas    | Rabobank                        | + 31 s     |
| 9e | Manuel Quinziato     | Italie      | Liquigas                        | + 32 s     |
| 10e | Benoît Vaugrenard    | France      | La Française des jeux           | + 32 s     |

## Classements annexes
| Classement par points | Classement par points | Classement par points | Classement par points           | Classement par points |
| Coureur               | Coureur               | Pays                  | Équipe                          | Points                |
| --------------------- | --------------------- | --------------------- | ------------------------------- | --------------------- |
| 1er                   | Fabian Cancellara     | Suisse                | CSC                             | 15 pts                |
| 2e                    | Andreas Klöden        | Allemagne             | Astana                          | 12 pts                |
| 3e                    | George Hincapie       | États-Unis            | Discovery Channel               | 10 pts                |
| 4e                    | Bradley Wiggins       | Royaume-Uni           | Cofidis-Le Crédit par Téléphone | 8 pts                 |
| 5e                    | Vladimir Gusev        | Russie                | Discovery Channel               | 6 pts                 |

| Classement par points | Classement par points | Classement par points | Classement par points           | Classement par points |
| Coureur               | Coureur               | Pays                  | Équipe                          | Points                |
| --------------------- | --------------------- | --------------------- | ------------------------------- | --------------------- |
| 1er                   | Fabian Cancellara     | Suisse                | CSC                             | 15 pts                |
| 2e                    | Andreas Klöden        | Allemagne             | Astana                          | 12 pts                |
| 3e                    | George Hincapie       | États-Unis            | Discovery Channel               | 10 pts                |
| 4e                    | Bradley Wiggins       | Royaume-Uni           | Cofidis-Le Crédit par Téléphone | 8 pts                 |
| 5e                    | Vladimir Gusev        | Russie                | Discovery Channel               | 6 pts                 |

| Classement du meilleur jeune | Classement du meilleur jeune | Classement du meilleur jeune | Classement du meilleur jeune | Classement du meilleur jeune |
| Coureur                      | Coureur                      | Pays                         | Équipe                       | Temps                        |
| ---------------------------- | ---------------------------- | ---------------------------- | ---------------------------- | ---------------------------- |
| 1er                          | Vladimir Gusev               | Russie                       | Discovery Channel            | 9 min 15 s                   |
| 2e                           | Thomas Dekker                | Pays-Bas                     | Rabobank                     | + 6 s                        |
| 3e                           | Benoît Vaugrenard            | France                       | La Française des jeux        | + 7 s                        |
| 4e                           | Alberto Contador             | Espagne                      | Discovery Channel            | + 10 s                       |
| 5e                           | William Bonnet               | France                       | Crédit Agricole              | + 11 s                       |

| Classement du meilleur jeune | Classement du meilleur jeune | Classement du meilleur jeune | Classement du meilleur jeune | Classement du meilleur jeune |
| Coureur                      | Coureur                      | Pays                         | Équipe                       | Temps                        |
| ---------------------------- | ---------------------------- | ---------------------------- | ---------------------------- | ---------------------------- |
| 1er                          | Vladimir Gusev               | Russie                       | Discovery Channel            | 9 min 15 s                   |
| 2e                           | Thomas Dekker                | Pays-Bas                     | Rabobank                     | + 6 s                        |
| 3e                           | Benoît Vaugrenard            | France                       | La Française des jeux        | + 7 s                        |
| 4e                           | Alberto Contador             | Espagne                      | Discovery Channel            | + 10 s                       |
| 5e                           | William Bonnet               | France                       | Crédit Agricole              | + 11 s                       |

| Classement par équipes | Classement par équipes          | Classement par équipes | Classement par équipes |
| Équipe                 | Équipe                          | Pays                   | Temps                  |
| ---------------------- | ------------------------------- | ---------------------- | ---------------------- |
| 1re                    | Astana                          | Suisse                 | 27 min 48 s            |
| 2e                     | CSC                             | Danemark               | + 2 s                  |
| 3e                     | Discovery Channel               | États-Unis             | + 5 s                  |
| 4e                     | Caisse d'Épargne                | Espagne                | + 18 s                 |
| 5e                     | Cofidis-Le Crédit par Téléphone | France                 | + 20 s                 |

| Classement par équipes | Classement par équipes          | Classement par équipes | Classement par équipes |
| Équipe                 | Équipe                          | Pays                   | Temps                  |
| ---------------------- | ------------------------------- | ---------------------- | ---------------------- |
| 1re                    | Astana                          | Suisse                 | 27 min 48 s            |
| 2e                     | CSC                             | Danemark               | + 2 s                  |
| 3e                     | Discovery Channel               | États-Unis             | + 5 s                  |
| 4e                     | Caisse d'Épargne                | Espagne                | + 18 s                 |
| 5e                     | Cofidis-Le Crédit par Téléphone | France                 | + 20 s                 |